# Hamarqışlaq
Hamarqışlaq è un comune dell'Azerbaigian situato nel distretto di Cəlilabad. Conta una popolazione di 855 abitanti.